# Местные выборы на Украине (2002)
Местные выборы в Украине 2002 года — очередные выборы депутатов местных советов и сельских, поселковых, городских глав Украины и депутатов Верховного Совета Автономной Республики Крым, состоявшиеся 31 марта 2002 года. Проходили одновременно с очередными выборами в Верховную Раду Украины. Согласно украинскому законодательству, являются выборами IV созыва представительных органов местного самоуправления в Украине. Явка избирателей составила 65,21 %.
Выборы проходили на основании законов Украины № 14/98-ВР «О выборах депутатов местных советов и сельских, поселковых, городских глав», принятого Верховной Радой 14 января 1998 года, и «О выборах депутатов Верховной Рады Автономной Республики Крым», принятого 12 февраля 1998 года, с изменениями, внесёнными накануне выборов. Выборы, как и предыдущие, проходили по мажоритарной избирательной системе относительного большинства с разницей, что депутатов сельских, поселковых, городских, районных в городах советов, сельских, поселковых, городских глав и депутатов Верховной Рады АР Крым избирали в одномандатных избирательных округах, а депутатов районных и областных советов — в многомандатных избирательных округах.
Всего по Украине избиралось более 230 тысяч депутатов в 12 тысяч советов разных уровней, 454 городских, 787 поселковых и 10 274 сельских глав.